# Woodstock, Alabama
Woodstock là một thị trấn thuộc quận Tuscaloosa, tiểu bang Alabama, Hoa Kỳ. Dân số năm 2009 là 1081 người, mật độ đạt 59 người/km².